# División Intermedia (Argentina)
A División Intermedia foi uma das divisões que fizeram parte do sistema de ligas de futebol da Argentina. Criada pela Argentine Football Association (atual AFA) em 1911 para ser a segunda divisão do futebol no país. Com a criação da División Intermedia, o campeonato da Segunda División, que até então era a segunda principal liga, tornou-se a terceira divisão. Os campeões da Intermedia eram promovidos diretamente para a divisão principal do campeonato argentino, a Primera División.
Os torneios organizados pela Asociación Amateur de Football − AAm (fundada em 1919), entidade dissidente da Asociación Argentina de Football − AAF (atual AFA), foram chamados "Extra", em constaste com os da divisão "Intermedia" organizada pela entidade oficial. Quando as duas ligas foram fundidas em 1926, a Segunda División tornou-se novamente a segunda divisão, enquanto que a División Intermedia passou a ser a terceira divisão no sistema de ligas de futebol do país.[carece de fontes?] Essa nova estrutura durou até 1932, quando a Asociación Argentina de Football (Amateurs y Profesionales) − AFAP (atual AFA) eliminou duas divisões (entre elas, a División Intermedia) por conta de uma reestruturação no sistema de ligas.

## Campeões
A División Intermedia premiou seus vencedores com o título de campeão da segunda divisão (1911–26), assim como, da terceira divisão do futebol argentino (1927–32) até sua total extinção.[carece de fontes?]
| Temporada | Campeão                   |
| --------- | ------------------------- |
| 1911      | Estudiantes (LP)          |
| 1912      | Ferro Carril Oeste        |
| 1912 FAF  | Tigre                     |
| 1913      | Huracán                   |
| 1913 FAF  | Floresta                  |
| 1914      | Honor y Patria (Floresta) |
| 1914 FAF  | Defensores de Belgrano    |
| 1915      | Gimnasia y Esgrima (LP)   |
| 1916      | Sportivo Barracas         |
| 1917      | Defensores de Belgrano    |
| 1918      | Eureka                    |
| 1919      | Banfield                  |
| 1919 AAm  | Barracas Central          |
| 1920      | El Porvenir               |
| 1920 AAm  | General Mitre             |
| 1921      | Dock Sud                  |
| 1921 AAm  | Palermo                   |
| 1922      | Boca Juniors II           |
| 1922 AAm  | Argentino del Sud         |
| 1923      | Boca Juniors II           |
| 1923 AAm  | Liberal Argentino         |
| 1924      | Chacarita Juniors         |
| 1924 AAm  | Excursionistas            |
| 1925      | Sportivo Balcarce         |
| 1925 AAm  | Talleres (BA)             |
| 1926      | Nacional (Adrogué)        |
| 1926 AAm  | Honor y Patria (Bernal)   |

| Temporada | Campeão                    |
| --------- | -------------------------- |
| 1927      | Unión de Caseros           |
| 1928      | Acassuso                   |
| 1929      | Gimnasia y Esgrima (Lanús) |
| 1930      | La Paternal                |
| 1931      | 25 de Mayo                 |
| 1931 LAF  | (Sem disputa)              |
| 1932      | Sportivo Alsina            |
| 1932 LAF  | (Sem disputa)              |

Notas